# سرگئی سمباتیان
سرگئی آرمنی سمباتیان (ارمنی: Սերգեյ Արմենի Սմբատյան؛ زادهٔ ۲۳ سپتامبر ۱۹۸۷) رهبر ارکستر و نوازنده ویولن اهل ارمنستان است.

## جوایز و افتخارات
وی برندهٔ جوایزی همچون هنرمند مردمی ارمنستان شده‌است.